# ۲۱ صفر
۲۱ صفر، بیست یکمین روز از ماه صفر در تقویم هجری قمری است.
در تقویم هجری قمری قراردادی این روز پنجاه و یکمین روز سال است.